# If Your Girl Only Knew
If Your Girl Only Knew is een nummer van de Amerikaanse R&B-zangeres Aaliyah uit 1996. Het is de eerste single van haar tweede studioalbum One in a Million.
"If Your Girl Only Knew" wordt beschreven vanuit een vrouw die een geheime relatie heeft met een man die al een vaste relatie heeft. De tekst suggereert dat de man zijn relatie met de vrouw geheim probeert te houden voor zijn vriendin, en de vrouw vraagt zich af waarom hij haar probeert over te halen om bij hem te zijn. Ook de vrouw drukt haar verlangen uit om bij de man te zijn, ook al weet ze dat hij al een relatie heeft. Het nummer werd een hit in Amerika en bereikte de 11e positie in de Billboard Hot 100. Hoewel het nummer in Nederland geen hitlijsten behaalde, geniet het er wel kleine bekendheid.

## Tracklijst
- Cd-single

1. "If Your Girl Only Knew" (radioversie) - 3:55
2. "If Your Girl Only Knew" (extended mix) - 8:03
3. "If Your Girl Only Knew" (instrumental) - 4:42
4. "If Your Girl Only Knew" (The New Remix) - 4:58